# Domaželice
Domaželice (en allemand : Domaschlitz) est une commune du district de Přerov, dans la région d'Olomouc, en République tchèque. Sa population s'élevait à 559 habitants en 2020.

## Géographie
Domaželice se trouve à 8 km à l'est-sud-est de Přerov, à 29 km au sud-est d'Olomouc et à 235 km à l'est-sud-est de Prague.
La commune est limitée par Hradčany et Nahosovice au nord, par Turovice à l'est, par Líšná au sud, et par Čechy à l'ouest.

## Histoire
La première mention écrite de la localité date de 1339.